# Bourguignon-lès-Conflans
Bourguignon-lès-Conflans ist eine französische Gemeinde im Département Haute-Saône in der Region Bourgogne-Franche-Comté.

## Geographie
Bourguignon-lès-Conflans liegt auf einer Höhe von 227 m über dem Meeresspiegel, sechs Kilometer nordöstlich von Faverney und etwa 21 Kilometer nördlich der Stadt Vesoul (Luftlinie). Das Dorf erstreckt sich im nördlichen Teil des Departements, in der weiten Talebene der Lanterne, am nördlichen Ufer des Flusses.
Die Fläche des 8,02 km² großen Gemeindegebiets umfasst einen Abschnitt in der leicht gewellten Landschaft nördlich der Talebene der Lanterne. Die südliche Grenze verläuft entlang der Lanterne, die hier mit mehreren Windungen durch eine Alluvialniederung nach Westen zur Saône fließt. Die Talebene liegt auf durchschnittlich 220 m und weist eine Breite von rund 5 Kilometern auf. Sie wird teils landwirtschaftlich genutzt, teils ist sie mit Wald bestanden. Auf dem Gebiet von Bourguignon erreichen die Lanterne von Norden her drei Bäche: der Ruisseau des Canes (abschnittsweise die westliche Grenze), der Ruisseau de l'Étang und der Ruisseau de la Biffotte (markiert streckenweise die östliche Grenze).
Vom Flusslauf erstreckt sich das Gemeindeareal nordwärts über die Talaue auf die angrenzenden Anhöhen und bis in die ausgedehnte Waldung des Socheux et Clair-Bois auf der Südabdachung des Mont d'Olivette. Hier wird mit 310 m die höchste Erhebung von Bourguignon-lès-Conflans erreicht. In geologisch-tektonischer Hinsicht besteht das Gebiet aus einer Wechsellagerung von sandig-mergeligen und kalkigen Sedimenten, die während der Lias (Unterjura) abgelagert wurden. An einigen Orten tritt auch Muschelkalk der mittleren Trias zutage.
Nachbargemeinden von Bourguignon-lès-Conflans sind Dampierre-lès-Conflans im Norden, Bassigney und Conflans-sur-Lanterne im Osten, Mersuay im Süden sowie Cubry-lès-Faverney im Westen.

## Geschichte
Bourguignon existierte vermutlich bereits im 5. Jahrhundert. Im Mittelalter gehörte das Dorf zur Freigrafschaft Burgund und darin zum Gebiet des Bailliage d’Amont. Die lokale Herrschaft hatten seit 1185 die Herren von Lomont, seit dem 14. Jahrhundert die Familie Cicon inne. Bourguignon war von der Kommende von La Villedieu-en-Fontenette abhängig. Zusammen mit der Franche-Comté gelangte der Ort mit dem Frieden von Nimwegen 1678 definitiv an Frankreich.

## Bevölkerung
| Jahr                       | 1962 | 1968 | 1975 | 1982 | 1990 | 1999 | 2006 | 2012 | 2021 |
| -------------------------- | ---- | ---- | ---- | ---- | ---- | ---- | ---- | ---- | ---- |
| Einwohner                  | 114  | 113  | 93   | 95   | 89   | 106  | 118  | 134  | 143  |
| Quellen: Cassini und INSEE |      |      |      |      |      |      |      |      |      |

Mit 136 Einwohnern (1. Januar 2022) gehört Bourguignon-lès-Conflans zu den kleinen Gemeinden des Départements Haute-Saône. Nachdem die Einwohnerzahl in der ersten Hälfte des 20. Jahrhunderts deutlich abgenommen hatte (1896 wurden noch 268 Personen gezählt), wurde seit Beginn der 1990er Jahre wieder ein leichtes Bevölkerungswachstum verzeichnet.

## Sehenswürdigkeiten
Die Kirche Saint-Georges ist als Monument historique klassiert und zeigt Bauelemente aus verschiedenen Epochen. Der gotische Chorraum stammt aus dem 14. Jahrhundert, das Schiff aus dem 16. Jahrhundert. Zur bemerkenswerten Ausstattung gehören der Hauptaltar, das Tabernakel, Gemälde und das Hostiengefäß aus dem 18. Jahrhundert.
Die Burg wurde im 14. und 15. Jahrhundert errichtet. Zu den weiteren Sehenswürdigkeiten zählen mehrere Brunnen, verschiedene Häuser aus dem 18. und 19. Jahrhundert, die den traditionellen Stil der Haute-Saône zeigen, die Mairie-École (Gemeindeverwaltung mit Schule) von 1875 und eine Brücke aus Gusseisen über die Lanterne von 1849.

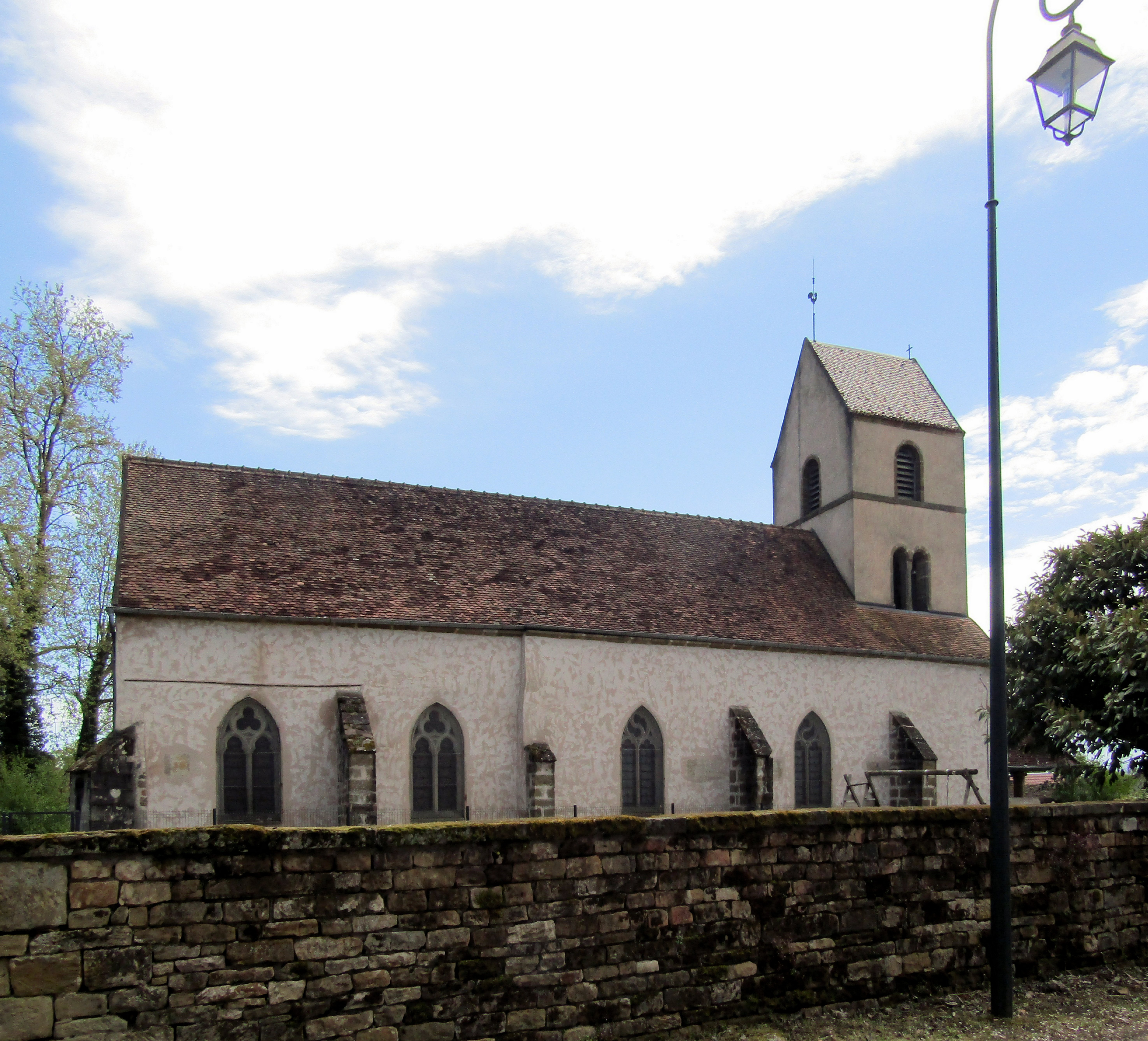
Kirche Saint-Georges
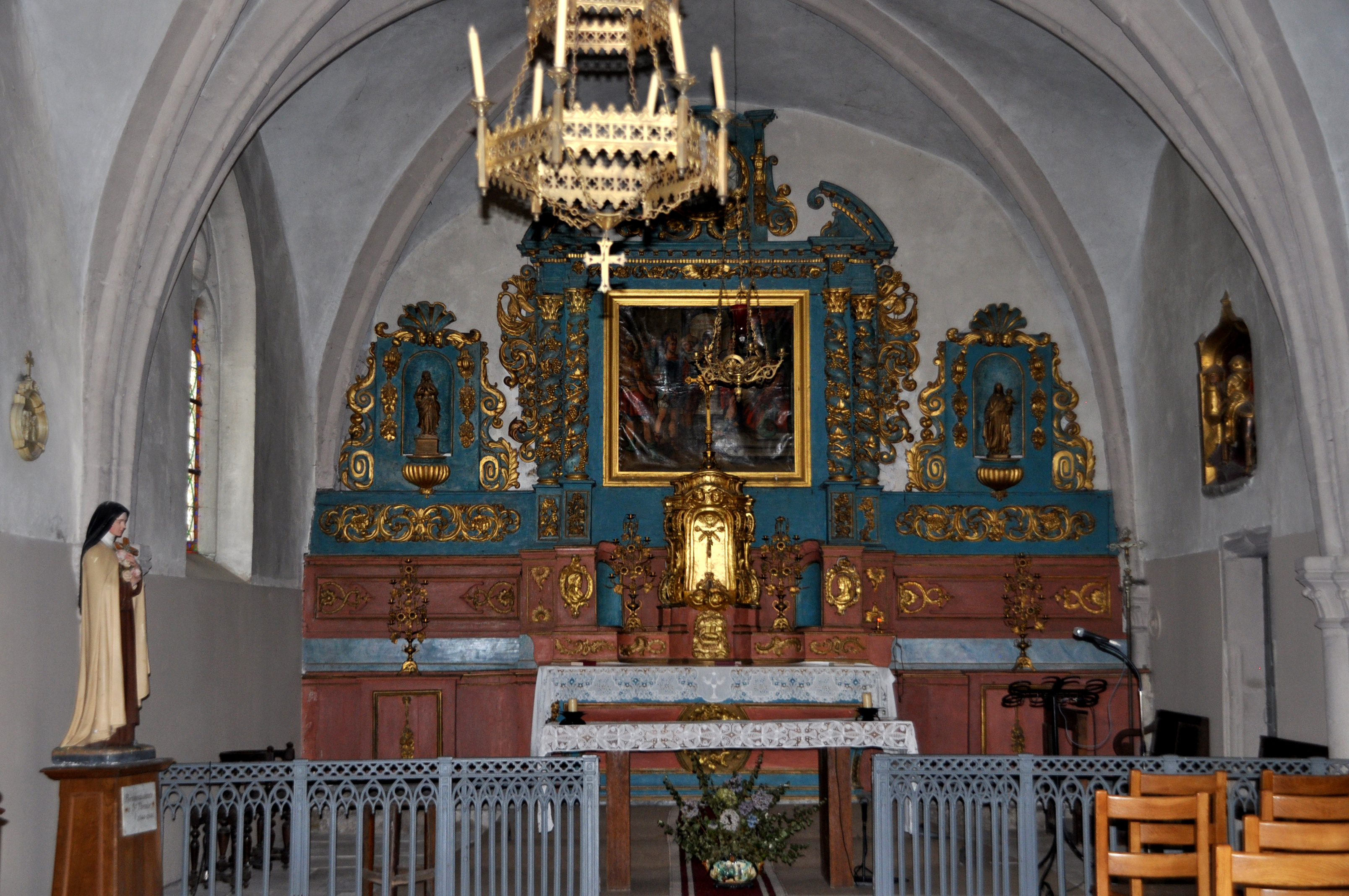
Altar der Kirche
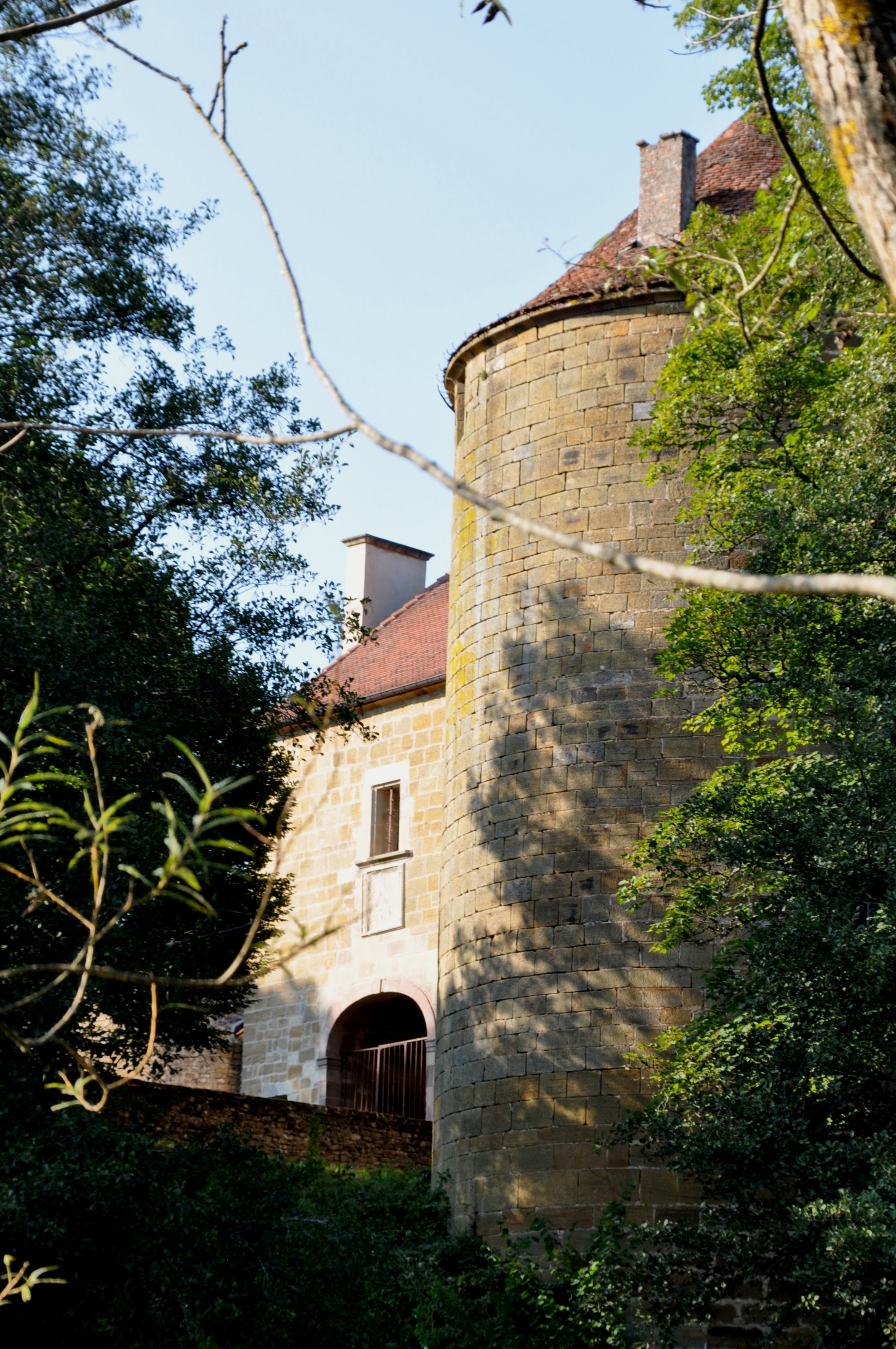
Burg
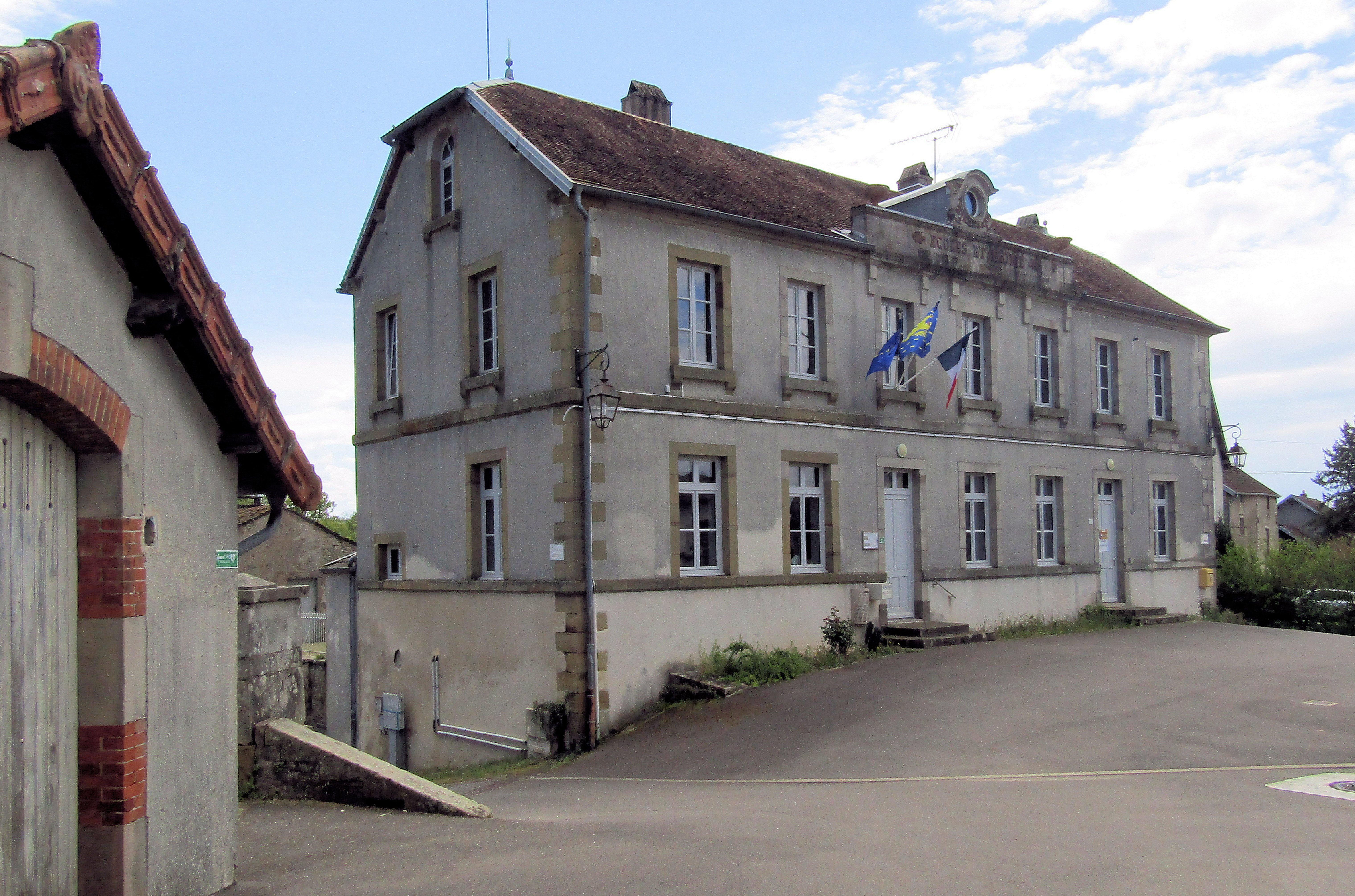
Rathaus und Bibliothek
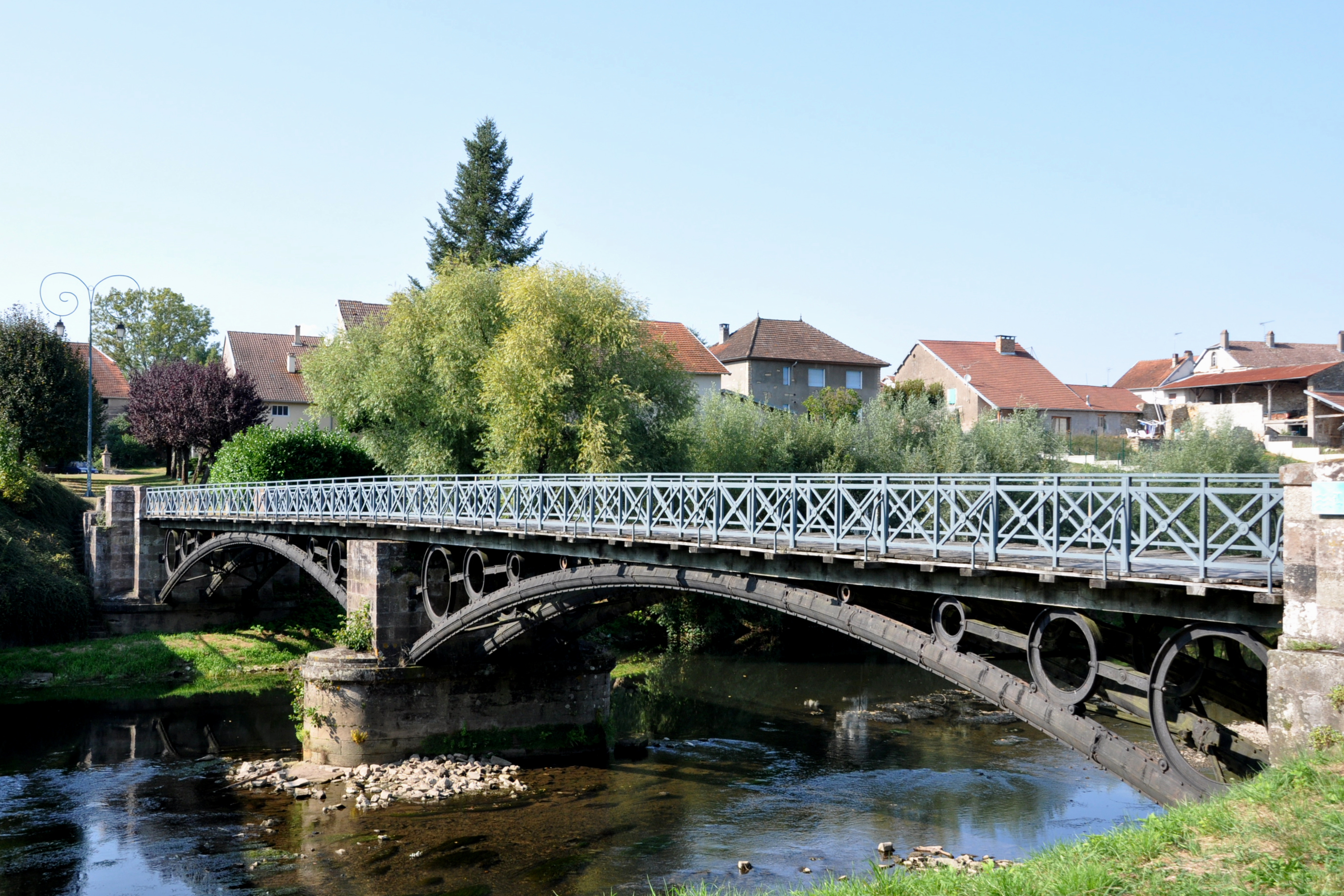
Brücke über die Lanterne
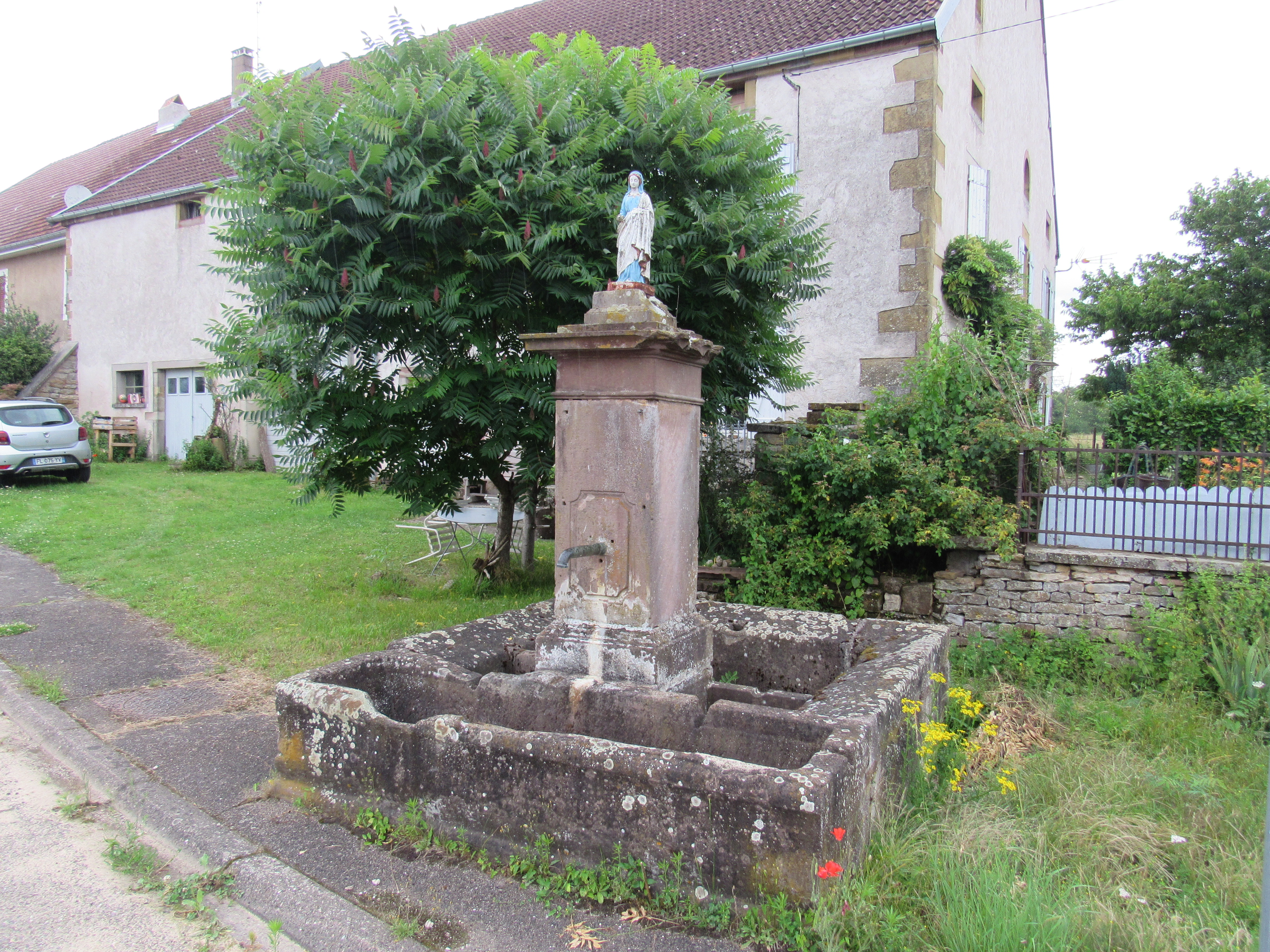
Brunnen mit Marienstatue

## Wirtschaft und Infrastruktur
Bourguignon-lès-Conflans war bis weit ins 20. Jahrhundert hinein ein vorwiegend durch die Landwirtschaft (Ackerbau, Obstbau und Viehzucht) und die Forstwirtschaft geprägtes Dorf. Heute gibt es einige Betriebe des lokalen Kleingewerbes. In den letzten Jahrzehnten hat sich das Dorf zu einer Wohngemeinde gewandelt. Viele Erwerbstätige sind deshalb Wegpendler, die in den größeren Ortschaften der Umgebung ihrer Arbeit nachgehen.
Die Ortschaft liegt abseits der größeren Durchgangsachsen an einer Departementsstraße, die von Faverney nach Conflans-sur-Lanterne führt. Weitere Straßenverbindungen bestehen mit Cubry-lès-Faverney und Bassigney.